# جامعة القمر
جامعة القمر تأسست سنة 2003 بمرسوم من الرئيس غزالي عثماني. يقع مقر الجامعة في موروني عاصمة جزر القمر، وتستقبل جزءاً كبيراً من الحاصلين على الشهادة الثانوية، والذين كان عليهم السفر إلى الخارج لاستكمال دراستهم. أول رئيس للجامعة هو دكتور دمير بن علي.